# Konstantin Ledowskich
Konstantin Wiaczesławowicz Ledowskich, ros. Константин Вячеславович Ледовских (ur. 12 lipca 1972 w obwodzie karagandyjskim, Kazachska SRR) – kazachski piłkarz, grający na pozycji bramkarza, reprezentant Kazachstanu, trener piłkarski. Posiada również obywatelstwo rosyjskie.

## Kariera piłkarska

### Kariera klubowa
Karierę rozpoczął w 1989 w Szachtiorze Karaganda, skąd przeszedł do Bolat Temyrtau. W 1993 wyjechał do Rosji, gdzie bronił barw klubu Urałmasz Jekaterynburg, a potem do Ukrainy, gdzie został piłkarzem Dnipra Dniepropetrowsk i Metałurha Nowomoskowsk. Kolejnymi klubami w karierze piłkarza były Arsenał Tuła, Żemczużyna Soczi oraz Wołgar-Gazprom Astrachań. W 2002 próbował swoich sił w hiszpańskim klubie Ferrocarril, ale powrócił do Rosji do Wołgar-Gazpromu Astrachań. Potem występował w klubach FK Soczi-04, Okiean Nachodka i ponownie FK Soczi-04. W 2007 postanowił ukończyć karierę piłkarską.

### Kariera reprezentacyjna
W 2000 debiutował w reprezentacji Kazachstanu.

## Kariera trenerska
W 2008 rozpoczął karierę trenerską. Najpierw pomagał swojemu ojcu Wiaczesław Ledowskich trenować bramkarzy, a potem pracował na stanowisku głównego trenera klubu Okżetpes Kokczetaw. Od 2009 wykonuje w klubie funkcje selekcjonera drużyny.

## Sukcesy i odznaczenia

### Sukcesy klubowe
- brązowy medalista Mistrzostw Ukrainy: 1995